# Diego Fernández de Cevallos

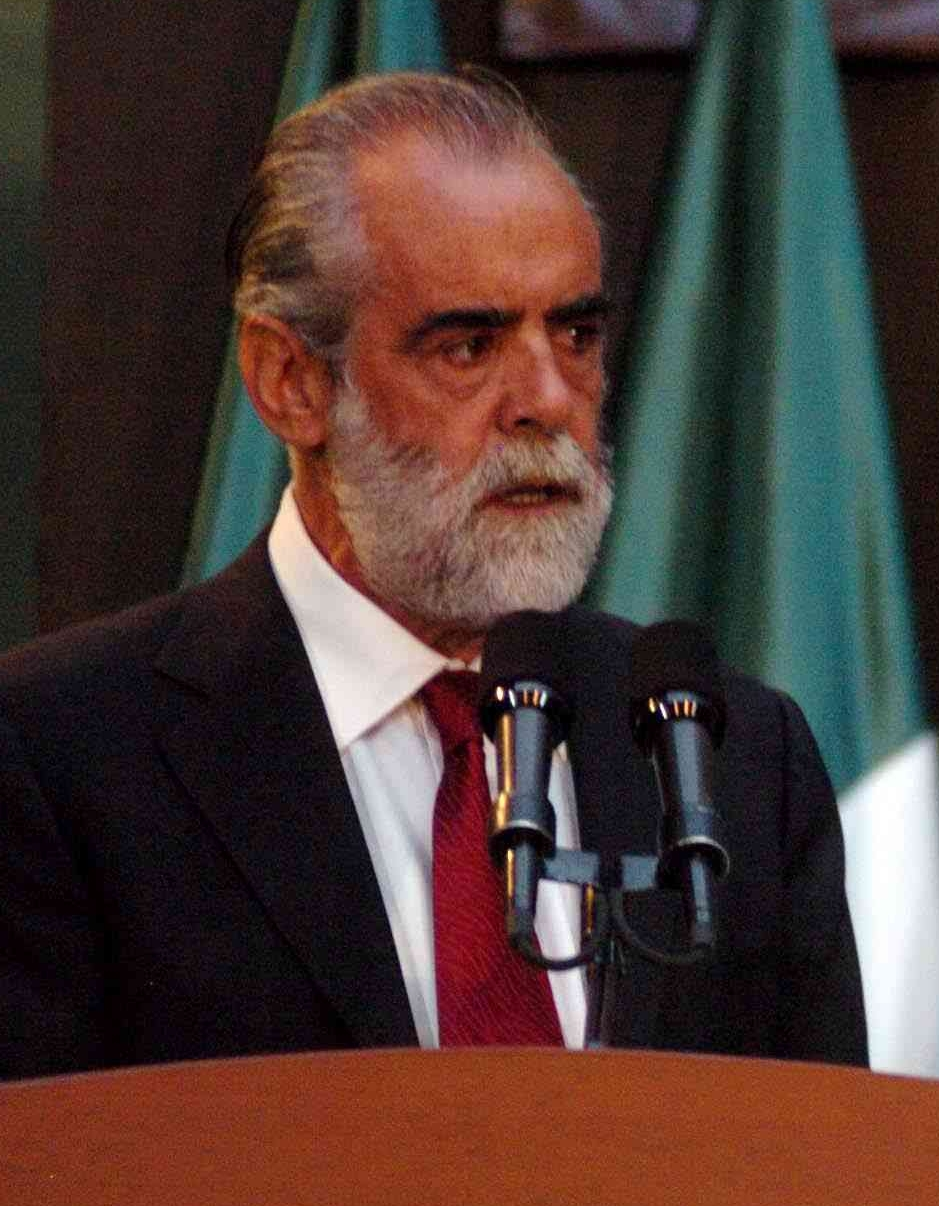
Diego Fernández de Cevallos

Diego Fernández de Cevallos Ramos (Mexico-Stad, 16 maart 1941) is een Mexicaans politicus van de Nationale Actiepartij (PAN).
Fernández de Cevallos studeerde recht aan de Nationale Autonome Universiteit van Mexico (UNAM), een studie die hij vervolgens doceerde aan de Ibero-Amerikaanse Universiteit. Hij sloot zich in 1959 aan bij de PAN, waarvan hij een van de invloedrijkste leden werd. In 1988 Manuel Clouthier hem op in zijn schaduwkabinet. Fernández de Cevallos werd in 1991 in de Kamer van Afgevaardigden gekozen en werd voorzitter van de PAN-fractie. Uit deze tijd stamt zijn bijnaam Jefe Diego (Diego de Baas).
Bij de verkiezingen van 1994 was Fernández de Cevallos presidentskandidaat voor de PAN. Hij nam het hierbij op tegen Ernesto Zedillo van de al decennia regerende Institutioneel Revolutionaire Partij (PRI) en Cuauhtémoc Cárdenas van de linkse Partij van de Democratische Revolutie (PRD). Tijdens de campagne werd voor het eerst een televisiedebat georganiseerd tussen de kandidaten, een debat dat Fernández de Cevallos volgens veel waarnemers won. Desalniettemin zette hij kort na dit debat zijn campagne stop onder nog altijd niet duidelijke omstandigheden. Sommigen menen dat hij door de PRI is afgekocht om te voorkomen dat hij een bedreiging voor Zedillo's kansen zou vormen, terwijl hij later zelf heeft verklaard wel degelijk door te zijn gegaan met campagne voeren maar slachtoffer te zijn geworden van een mediaboycot. Fernández haalde uiteindelijk 25.92% van de stemmen, wel het beste resultaat voor zijn partij ooit.
In 2000 poogde Fernández de Cevallos weer presidentskandidaat te worden. Hij gold als de favoriet van het partijestablishment maar verloor de voorverkiezingen binnen zijn partij aan Vicente Fox, die vervolgens de kandidaat van de PRI Francisco Labastida versloeg en als eerste niet-PRI-lid in 71 jaar tot president werd gekozen. Fernández de Cevallos zat van 2000 tot 2006 in de Kamer van Senatoren en was tijdens die periode twee keer voorzitter van de Senaat.
Op 14 mei 2010 werd Fernández de Cevallos ontvoerd van zijn ranch in Pedro Escobedo in de staat Querétaro. Een dag later werd bevestigd dat bloedsporen die in een auto zijn aangetroffen aan hem toebehoren. op zaterdag 27 november is bekendgemaakt dat er 20 miljoen dollar (omgerekend 14 miljoen euro) is betaald voor zijn vrijlating door familieleden. Fernández werd op 20 december vrijgelaten. Het is nog niet bekend door wie hij ontvoerd was.